# Adesmia pauciflora
Adesmia pauciflora är en ärtväxtart som beskrevs av Julius Rudolph Theodor Vogel. Adesmia pauciflora ingår i släktet Adesmia och familjen ärtväxter. Inga underarter finns listade i Catalogue of Life.